# Helan-Gebirge
Das Helan-Gebirge bzw. Helan Shan (chinesisch 贺兰山; mongolisch ᠎‍᠎‍‌᠍ᠠᠯᠠᠱᠠ᠎‍‌᠍᠎‍
᠎‍‌᠍᠎‍‌᠍ᠠᠭᠤᠯᠠ Alaša aɣula) ist ein nordwestlich von Yinchuan gelegener über 200 km langer und 15–50 km breiter, durchschnittlich mehr als 2000 m hoher Gebirgszug, der die Grenze zwischen der Inneren Mongolei und Ningxia bildet. Sein höchster Gipfel ist 3556 m hoch.